# Haec sancta
Haec sancta (z latinského Haec sancta synodus Constantiensis - tento svatý synod kostnický) je historicky používaný název dekretu, který vydal Kostnický koncil 6. dubna 1415. Obsahuje postulát, který deklaruje nadřazenost autority koncilu nad mocí papeže.

## Text dekretu
Text dekretu je v podstatě součástí akt 5. zasedání Kostnického rady, které se konalo dne 6. dubna 1415. 
"Ve jménu svaté a nerozdílné Trojice – Otec, Syn a Duch Svatý. Amen.
Tato svatá Kostnická konference (Haec sancta synodus Constantiensis) , který představuje obecný ekumenický koncil, který se sešel v Duchu Svatém k slávě Boha všemohoucího, k dokončení jeho aktuální schizmu, sjednotit Boží církev a zreformoval její hlava a končetiny – v dobré víře, nestranně a rozhodně, dosáhnout jednoty a obnovy církve Boží, objednávky, poskytuje, řeší a prohlašuje následující:
Po prvé, že to v Ducha Svatého zákonně shromážděny konference, což je obecné rady a zastupuje bojující katolickou církev, má svou plnou moc (potestas) bezprostředně od Krista. Proto je každý, jakéhokoliv stavu a hodnosti, i kdyby to byl papež, je povinen uposlechnout: ve věcech víry, překonání rozkolu a reforma hlavu a končetiny z této Boží církev.
Dále prohlašuje, že nikomu, každého povolání, stavu a hodnosti, i kdyby to byl papež, který v těchto věcech tvrdohlavě odmítá podstoupit předpisy, ustanovení a nařízení, této svaté synody nebo jiné legitimní souhrnné rady, s výhradou příslušných trest a musí být potrestán, kromě případu, kdy bylo nutné použít jiné vhodné opatření."
Znění aktů 5. zasedání Kostnické rady dále plynule pokračuje reštrikčnými opatření proti proti papežovi Jan XXIII.